# این قافله عمر عجب می گذرد
رباعی با مطلع "این قافله‌یِ عمر عجب می‌گذرد"، رباعی شماره ۶۶ از رباعیات خیام به تصحیح قاسم غنی و محمدعلی فروغی می باشد.

## شعر
این قافله‌یِ عمر عجب می‌گذرد
دریاب دمی که با طَرَب می‌گذرد
ساقی غمِ فردای حریفان چه‌خوری؟
پیش‌آر پیاله را که شب می‌گذرد